# 刺山鼠屬
刺山鼠屬（学名：Platacanthomys），哺乳綱、囓齒目、刺山鼠科的一屬，只有刺山鼠（Platacanthomys lasiurus）一种而與刺山鼠屬（刺山鼠）同科的動物尚有豬尾鼠屬（豬尾鼠）、岩攀鼠屬（岩攀鼠）等之數種哺乳動物。